# Planum Boreum
A Planum Boreum (magyarul: az északi síkság) a Mars északi-sarki síksága. A síkságot a Vastitas Borealis alföld veszi körbe, ami nagyjából 1500 kilométer átmérővel rendelkezik, dominálva a teljes északi félgömböt.

## Jellemzői
A Planum Boreum jégsapkáján található a Chasma Boreale kanyon, ami egyes helyeken 100 kilométer széles és falai akár 2 kilométer magasak is lehetnek. Hasonlatként az Egyesült Államokban található Grand Canyon egyes részein 1,6 kilométer mély és 446 kilométer hosszú, de legnagyobb szélessége csak 24 km.
A Planum Boreum érintkezik a Vastitas Borealis alfölddel, a kanyontól nyugatra, a Rupes Tenuis törésnél, ami akár 1 kilométer magasságot is elér. A síkságot homokdűne-mezők veszik körbe: az Olympia Undae, az Abalos Undae, a Siton Undae és a Hyperboreae Undae. Az Olympia Undae messze a legnagyobb, az északi szélesség 100–240 fokai között terül el.

### Jégsapka

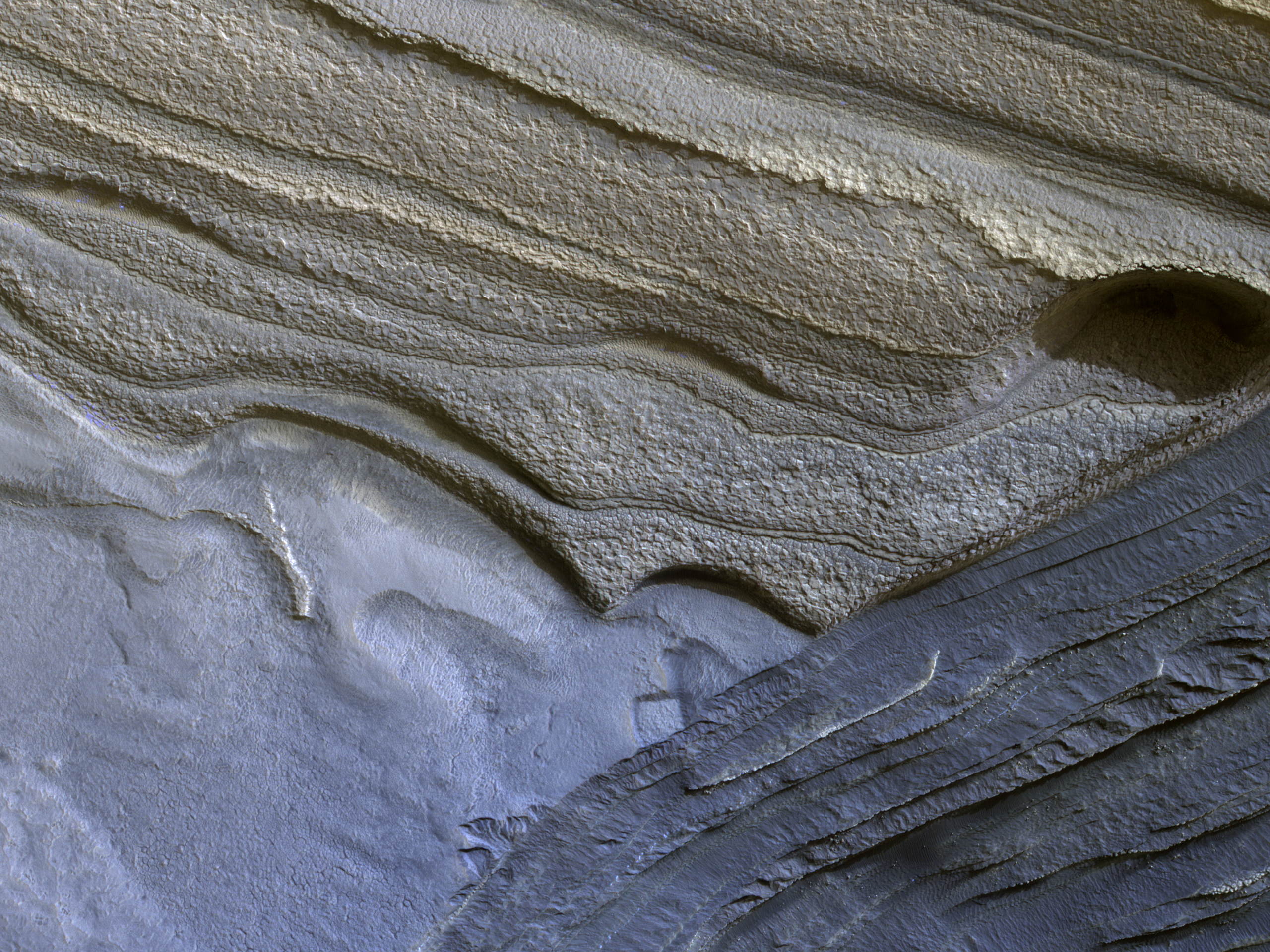
Porral szennyezett vízjég az északi-sarkon

A Planum Boreum otthont ad egy jégsapkának is, ami nagyjából 1,2 millió km3 vízjeget (télen pedig további 1 méter vastag szén-dioxid-jeget) tartalmaz és körülbelül tizenegy Magyarországgal megegyező területet ölel fel. Átmérője 600 km, legnagyobb mélysége pedig 3 km.
A spirális árkok kialakulását katabatikus szél okozta. Az árkok nagyjából merőlegesek a szél irányával, ami eltolódik a Coriolis-effektus miatt, így kialakítva a spirális alakot. Ezek az árkok lassan az északi-sarok felé mozognak, az elmúlt 2 millió évben 65 kilométerrel kerültek közelebb.
Az északi jégsapka összetételét a tavasz közepén kutatták Mars körüli pályán keringő űrszondák. A jégsapka szélén található jég porral szennyezett és leginkább vízjég. Az északi-sarkhoz közeledve a vízjég aránya csökken, helyét szárazjég veszi át és tisztasága is növekszik.
A Phoenix űrszonda 2008-ban a Vastitas Borealis alföldön ért földet és Geoffrey A. Landis, illetve Charles Cockell is javasolta a sarkot, mint emberes Mars-kutató expedíciók leszállóhelye.

## Lavinák
2008 februárjában a HiRISE négy lavináról is készített felvételt, egy 700 méter magas hegyoldalon. A lavinafelhő 180 széles és a hegyoldaltól 190 méter távolságba húzódott. A vörös rétegek vízjégben gazdag kövek, míg a fehér rétegek évszakos, megfagyott szán-dioxidjeget tartalmaznak. A lavina valószínűleg a legfelső vörös rétegtől indult meg.
- 2011. november 27.
- 2019. május 29.

## A gyűrűs felhő

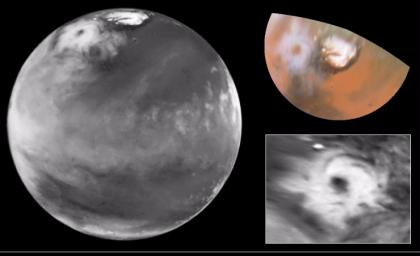
A felhő a Hubble felvételein

Egy nagy, gyűrűs köd megjelenik minden évben az északi-sark környékén, gyakorlatilag ugyanabban az időben, ugyanakkora méretben. Reggel jelenik meg és a marsi délutánra már el is tűnik. Átmérője nagyjából 1600 kilométer és a középső „szem” 320 kilométer széles. A felhő valószínűleg vízjégből alakul ki, ezért fehér a színe, a sokkal gyakoribb porviharokkal ellentétben.
Egy hurrikánhoz hasonló viharnak tűnik, de nem forog. A felhő az északi nyár idején jelenik meg, valószínűleg a különleges északi-sarki klímának köszönhetően. Ciklonokhoz hasonló viharokat először a Viking-program idején fedeztek fel a bolygón, de az északi gyűrűs felhő háromszor nagyobb. A Hubble és a Mars Global Surveyor is készített róla felvételt.
A Hubble 1999-es felvétele idején azt hitték, hogy egy ciklon, ekkor átmérőjét 1750 kilométer szélesre becsülték.

## Fordítás
Ez a szócikk részben vagy egészben  a   Planum Boreum című angol Wikipédia-szócikk ezen változatának fordításán alapul.  Az eredeti cikk szerkesztőit annak laptörténete sorolja fel. Ez a jelzés csupán a megfogalmazás eredetét és a szerzői jogokat jelzi, nem szolgál a cikkben szereplő információk forrásmegjelöléseként.